# Onthophagus musculus
Onthophagus musculus là một loài bọ cánh cứng trong họ Bọ hung (Scarabaeidae).